# Pietro Cavezzale
Pietro Cavezzale (Cuneo, 27 dicembre 1922 – Lero, 16 novembre 1943) è stato un militare italiano.
Medaglia d'oro al valor militare alla memoria.

## Biografia
Arruolato in marina, viene inviato nel maggio del 1942 a Lero, assegnato nel 1943 alla batteria 137a sul monte Meraviglia. Nella Battaglia di Lero, dove la contraerea italiana abbatté 100 "Stuka", fu in prima linea.

Nel novembre quando i tedeschi sbarcarono rimase vittima in un combattimento all'arma bianca.

## Riconoscimenti
Nel 1944, la Marina militare gli intitola una nave appoggio rimasta in esercizio fino al 31 marzo 1994; Torino gli ha intitolato una via.